# Miltefosina
Miltefosina é um medicamento usado no tratamento de leishmaniose e infeções por amebas de vida livre como a Naegleria fowleri. O fármaco é eficaz no tratamento de leishmaniose nas formas cutânea, mucocutânea e visceral. Pode ser usado em associação com anfotericina B lipossómica ou paromomicina. É administrado por via oral.
Entre os efeitos adversos mais comuns estão vómitos, dor abdominal, febre, dores de cabeça e diminuição da função renal. Entre outros efeitos adversos mais comuns estão a síndrome de Stevens-Johnson ou diminuição do número de plaquetas no sangue. A administração durante a gravidez aparenta ser prejudicial para o bebé e não é recomendada durante a amamentação. A forma como a substância atua não é inteiramente clara.
A miltefosina começou a ser produzida no início da década de 1980 e inicialmente estudada como potencial tratamento para o cancro. Alguns anos mais tarde descobriu-se ser eficaz no tratamento de leishmaniose, tendo sido pela primeira vez aprovada para este uso na Índia, em 2002. O medicamento faz parte da Lista de medicamentos essenciais da Organização Mundial de Saúde, uma lista com os medicamentos mais seguros e eficazes fundamentais para um sistema de saúde. Nos países em vias de desenvolvimento, o custo de um tratamento é de 65 a 150 dólares norte-americanos. Nos países desenvolvidos o custo do tratamento pode ser de 10 a 50 vezes superior.